# Държавник
Държавникът е човек, който се занимава с управлението и ръководството на държавата.
С тази титла или степен са ангажирани избрани официални лица от всички сфери на живота и политически и партийни лидери; Както и официални лица и длъжности, назначени от държавата, и дори обучени в тяхната работа, като дипломати, които се занимават с управлението на външните отношения между държавата и чужди страни.